# Баромембранные процессы
Для концентрирования или очистки разбавленных (водных) растворов широко используются мембранные процессы, осуществляемые под действием перепада давления, или баромембранные процессы Баромембранные методы водоподготовки. Размер частиц или молекулы, а также химические свойства растворенного вещества определяют структуру мембраны, то есть размер пор, их распределение по размеру, которые необходимы для разделения данной смеси. Различные мембранные процессы можно классифицировать по размерам разделяемых частиц растворенного вещества и, следовательно по структуре используемых мембран. К таким процессам относятся: микрофильтрация, ультрафильтрация и обратный осмос.
Спектр фильтрования можно найти здесь

Указанные баромембранные процессы и мембранные системы на их основе в настоящее время широко используются в технологии водоподготовки и водоочистки для промышленных предприятий, бытовых нужд, в производстве напитков и лекарственных препаратов.

## Микрофильтрация
Микрофильтрация — это мембранный процесс, в наибольшей степени близкий к обычной фильтрации. Размеры пор микрофильтрационных мембран варьируются от 10 до 0,05 мкм, что позволяет использовать процесс для отделения частиц суспензий и эмульсий.

## Ультрафильтрация
Ультрафильтрация — это мембранный процесс, по своей природе занимающий промежуточное положение между обратным осмосом и микрофильтрацией. Размеры пор ультрафильтрационных мембран варьируются от 0,05 мкм (граница минимальных размеров пор в микрофильтрационных мембранах) до 1 нм (граница пор максимального размера в обратноосмотических мембранах). Типичное применение ультрафильтрации — отделение макромолекулярных компонентов от раствора, причём нижний предел отделяемых растворенных веществ соответствует молекулярным массам в несколько тысяч.
Для отделения растворенных веществ с молекулярными массами от нескольких сот до нескольких тысяч используется процесс, промежуточный между ультрафильтрацией и обратным осмосом, который называют нанофильтрацией. Как всякий баромембранный процесс разделения жидкостей, нанофильтрация характеризуется отсутствием фазовых переходов и может проводиться при пониженных температурах

## Обратный осмос
Обратный осмос применяется, когда нужно отделить от растворителя низкомолекулярные растворенные вещества, такие, как неорганические соли или органические молекулы, например, глюкозу. Отличие от микрофильтрации и ультрафильтрации определяется размером растворённых частиц. Следовательно, требуются более плотные мембраны, обладающие гораздо бо́льшим гидродинамическим сопротивлением.
Условия применения обратного осмоса
Ниже приведены ориентировочные показатели, которым должна соответствовать исходная
вода, подаваемая на обратноосмотические мембраны:
- - мутность — до (1-5) ЕМФ;
  - окисляемость перманганатная — до 3 мгО/л;
  - водородный показатель (рН) — (3-10), иногда 2-11);
  - нефтепродукты — (0,0-0,5) мг/л;
  - сильные окислители (хлор свободный, озон, марганцовокислый калий) — до 0,1 мг/л;
  - марганец общий (Mn) — до 0,05 мг/л;
  - железо общее (Fe) — до (0,1-0,3) мг/л (некоторые фирмы требуют не более 0,05 мг/л);
  - кремниесоединения (Si) — до (0,5-1,0) мг/л;
  - сероводород — 0,0 мг/л;
  - индекс SDI — до (3-5) ед.
  - минерализация общая — до (3,0-20) г/л (иногда до 50 г/л); при значениях минерализации менее

2-3 г/л экономические показатели аппаратов ухудшаются;
- - температура воды — 5-35 (иногда до 45) °С;
  - давление — (0,3-6,0) МПа (в зависимости от минерализации и температуры воды);
  - температура воздуха в помещении — 5-35 °C;
  - влажность воздуха в помещении — ≤ 70 %;
  - не допускается высыхание мембран и их длительный простой (более трех суток без специальной консервации)[2].

## Требования к мембранам, используемым в баромембранных процессах водоподготовки
- - Узкое распределение пор по размерам;
  - Анизотропное строение;
  - Высокая проницаемость (удельная производительность);
  - Химическая стойкость к действию разделяемой среды, регенерирующим и стерилизующим реагентам;
  - Стабильность характеристик во времени;
  - Механическая прочность;
  - Отсутствие выноса материала мембраны в фильтрат;
  - Низкая стоимость[3].

## Баромембранные процессы в промышленности
В настоящее время баромембранные процессы (ультрафильтрация и обратный осмос) внедряются на комплексе химводоочистки и конденсатоочистки для нефтехимических и нефтеперерабатывающих заводов ОАО «ТАНЕКО» совместно с ООО «НПФ ЭИТЭК» и ОАО «ВНИИАМ». Установки обратного осмоса также успешно эксплуатируются в ОАО «Концерн Стирол» (Украина) (недоступная ссылка)

## Мембранные аппараты и установки
К аппаратам для осуществления баромембранных процессов в промышленных масштабах предъявляются требования, определяемые возможностью их изготовления и условиями эксплуатации.
Различают следующие типы мембранных аппаратов:
- - Плоскокамерные;
  - Трубчатые;
  - Рулонные;
  - Половолоконные;

Аппараты для осуществления баромебранных процессов должны иметь большую поверхность мембран в единице объёма аппарата и быть простыми в сборке и монтаже ввиду необходимости периодической смены мембран.
Создать аппарат, в полной мере удовлетворяющий всем требованиям, по-видимому, невозможно.
Поэтому для каждого конкретного процесса разделения следует подбирать конструкцию, обеспечивающую наиболее выгодные условия проведения именно этого процесса.
Также следует особо рассмотреть мобильные установки водоподготовки, применяемые в чрезвычайных ситуациях или в условиях, где невозможно создать водоочистной комплекс, например в труднодоступных местах.

## Мобильные станции/установки водоподготовки
На российском рынке в основном представлены системы водоподготовки для коттеджей, промышленности и бытовых нужд, которые эксплуатируются в стационарном режиме , , .
В то же время некоторые институты, например ОАО «ВНИИАМ» разрабатывают мобильные станции водоподготовки для пилотных испытаний непосредственно на очистных сооружениях, а также для военных нужд.

## Экономичность мембранных процессов
Вопрос об использовании мембранного или другого процесса разделения для решения конкретной задачи ,  разделения смесей полностью основан на экономических соображениях.
Стоимость установки определяется двумя вкладами: капитальными вложениями и эксплуатационными расходами. Капитальные вложения, то есть стоимость установки, можно разделить на три части — стоимость 1) мембранных модулей, 2) трубопроводов, насосов, электроники, ёмкостей и 3) блоков предварительной обработки и постобработки.
Для расчёта стоимости в пересчёте на литр, кубометр или килограмм продукта принимают, что амортизация оборудования, построенного на капиталовложения, происходит за определённый период, который часто принимают равным 10 годам. За это время необходимо выплатить проценты по капиталовложению. В противоположность этому эксплуатационные расходы подразделяются на 1) расход энергии, 2) замена мембран и 3) заработная плата персонала и т. д.